# Ян Кодеш мол.
Ян Кодеш мол. (Jan Kodeš Jr.; нар. 11 березня 1972) — колишній чехословацький тенісист.
Найвищу одиночну позицію світового рейтингу — 324 місце досяг 6 травня 1991, парну — 140 місце — 22 травня 1995 року.

## Титули на челленджерах

### Одиночний розряд: (1)
| Ранг | Рік  | Турнір                | Покриття | Суперник      | Рахунок       |
| ---- | ---- | --------------------- | -------- | ------------- | ------------- |
| 1.   | 1991 | Прага, Чехословаччина | Ґрунт    | Томас Енквіст | 5–7, 6–4, 6–1 |

### Парний розряд: (2)
| Ранг | Рік  | Турнір                    | Покриття | Партнер      | Суперники                    | Рахунок       |
| ---- | ---- | ------------------------- | -------- | ------------ | ---------------------------- | ------------- |
| 1.   | 1994 | Рогашка Слатина, Словенія | Килим    | Томаш Анзарі | Баррі Кован Ендрю Річардсон  | 6–4, 6–3      |
| 2.   | 1996 | Пльзень, Чехія            | Ґрунт    | Петр Лукса   | Франко Давін Мартін Родрігес | 1–6, 6–2, 7–5 |